# Saint-Christophe-du-Bois
Saint-Christophe-du-Bois és un municipi francès situat al departament de Maine i Loira i a la regió de País del Loira. L'any 2007 tenia 2.680 habitants.

## Demografia

### Població
El 2007 la població de fet de Saint-Christophe-du-Bois era de 2.680 persones. Hi havia 945 famílies de les quals 128 eren unipersonals (72 homes vivint sols i 56 dones vivint soles), 340 parelles sense fills, 453 parelles amb fills i 24 famílies monoparentals amb fills.
La població ha evolucionat segons el següent gràfic:
Habitants censats

### Habitatges
El 2007 hi havia 986 habitatges, 961 eren l'habitatge principal de la família, 6 eren segones residències i 19 estaven desocupats. 968 eren cases i 18 eren apartaments. Dels 961 habitatges principals, 785 estaven ocupats pels seus propietaris, 172 estaven llogats i ocupats pels llogaters i 4 estaven cedits a títol gratuït; 1 tenia una cambra, 20 en tenien dues, 65 en tenien tres, 216 en tenien quatre i 659 en tenien cinc o més. 819 habitatges disposaven pel capbaix d'una plaça de pàrquing. A 322 habitatges hi havia un automòbil i a 612 n'hi havia dos o més.

### Piràmide de població
La piràmide de població per edats i sexe el 2009 era:
| Homes | Edats   | Dones |
| ----- | ------- | ----- |
| 0     | 95 o +  | 0     |
| 0     | 90 a 94 | 0     |
| 0     | 85 a 89 | 0     |
| 8     | 80 a 84 | 12    |
| 8     | 75 a 79 | 24    |
| 28    | 70 a 74 | 20    |
| 20    | 65 a 69 | 36    |
| 48    | 60 a 64 | 32    |
| 52    | 55 a 59 | 56    |
| 92    | 50 a 54 | 84    |
| 136   | 45 a 49 | 124   |
| 104   | 40 a 44 | 96    |
| 104   | 35 a 39 | 96    |
| 108   | 30 a 34 | 116   |
| 84    | 25 a 29 | 84    |
| 100   | 20 a 24 | 76    |
| 96    | 15 a 19 | 108   |
| 68    | 10 a 14 | 144   |
| 104   | 5 a 9   | 68    |
| 96    | 0 a 4   | 64    |

## Economia
El 2007 la població en edat de treballar era de 1.843 persones, 1.428 eren actives i 415 eren inactives. De les 1.428 persones actives 1.363 estaven ocupades (723 homes i 640 dones) i 65 estaven aturades (24 homes i 41 dones). De les 415 persones inactives 203 estaven jubilades, 146 estaven estudiant i 66 estaven classificades com a «altres inactius».

### Ingressos
El 2009 a Saint-Christophe-du-Bois hi havia 959 unitats fiscals que integraven 2.738,5 persones, la mediana anual d'ingressos fiscals per persona era de 17.857 €.

### Activitats econòmiques
Dels 97 establiments que hi havia el 2007, 2 eren d'empreses alimentàries, 11 d'empreses de fabricació d'altres productes industrials, 21 d'empreses de construcció, 20 d'empreses de comerç i reparació d'automòbils, 6 d'empreses de transport, 4 d'empreses d'hostatgeria i restauració, 2 d'empreses d'informació i comunicació, 4 d'empreses financeres, 1 d'una empresa immobiliària, 9 d'empreses de serveis, 7 d'entitats de l'administració pública i 10 d'empreses classificades com a «altres activitats de serveis».
Dels 30 establiments de servei als particulars que hi havia el 2009, 1 era una oficina de correu, 4 tallers de reparació d'automòbils i de material agrícola, 1 autoescola, 2 paletes, 2 guixaires pintors, 8 fusteries, 3 lampisteries, 1 electricista, 2 empreses de construcció, 5 perruqueries i 1 restaurant.
Dels 6 establiments comercials que hi havia el 2009, 2 eren fleques, 1 una carnisseria, 1 una botiga de roba, 1 una botiga d'equipament de la llar i 1 una botiga de mobles.
L'any 2000 a Saint-Christophe-du-Bois hi havia 41 explotacions agrícoles que ocupaven un total de 1.421 hectàrees.

## Equipaments sanitaris i escolars
L'únic equipament sanitari que hi havia el 2009 era una farmàcia.
El 2009 hi havia 1 escola maternal i 2 escoles elementals.

## Poblacions més properes
El següent diagrama mostra les poblacions més properes.